# Kosci (Tuzla, BiH)
Kosci su naselje u općini Tuzla, Federacija BiH, BiH.

## Zemljopis
Nalazi se u slivu rijeke Soline. Kroz Kosce teče Kosačka rijeka. Zbog brdsko-planinske naravi ovog područja, usklađeno se njime oblikovao se prostorni razmještaj, veličini i razvitak svih naselja ovog kraja.

## Promet
Kosci su polovicom 2016. bili prometno izolirani od javne prijevozne mreže. Godinu dana nisu imali autobusnu liniju.

## Povijest
Kuće su izgrađene na iskrčenim brežuljcima, kosama i dolinskim stranama i dosta su udaljene između sebe. Očigledno je da su predci današnjih stanovnika krčili šume radi naseljavanja, odnosno sela su podignuta na krčevinama. U srednjem vijeku u 16. stoljeću Kosci se spominju kao naselje.

## Kultura
U Koscima je filijalna crkva samostanske župe sv. Petra i Pavla u Tuzli.

## Stanovništvo
| Kosci              |              |              |              |              |
| godina popisa      | 1991.        | 1981.        | 1971.        | 1961.        |
| Hrvati             | 133 (82,61%) | 221 (93,25%) | 299 (100,0%) | 215 (97,73%) |
| Srbi               |              | 1 (0,42%)    |              | 3 (1,364%)   |
| Muslimani          |              |              |              | 2 (0,90%)    |
| Jugoslaveni        | 7 (4,34%)    | 1 (0,42%)    |              |              |
| ostali i nepoznato | 21 (13,04%)  | 14 (5,90%)   |              |              |
| ukupno             | 161          | 237          | 299          | 220          |

## Galerija
- Kosci, crkva
- Kosci,crkva
- Kosci, crkva
- Kosci, Tetima